# آرشي هنتر
آرشي هنتر (بالإنجليزية: Archie Hunter)‏ هو لاعب كرة قدم بريطاني (وحمل سابقاً جنسية المملكة المتحدة لبريطانيا العظمى وأيرلندا) في مركز الهجوم، ولد في 23 سبتمبر 1859 في المملكة المتحدة، وتوفي في 29 نوفمبر 1894 في برمنغهام في المملكة المتحدة. لعب مع أستون فيلا ونادي آير يونايتد ونادي لانارك الثالث.